# Batalha de Alexandria (1801)

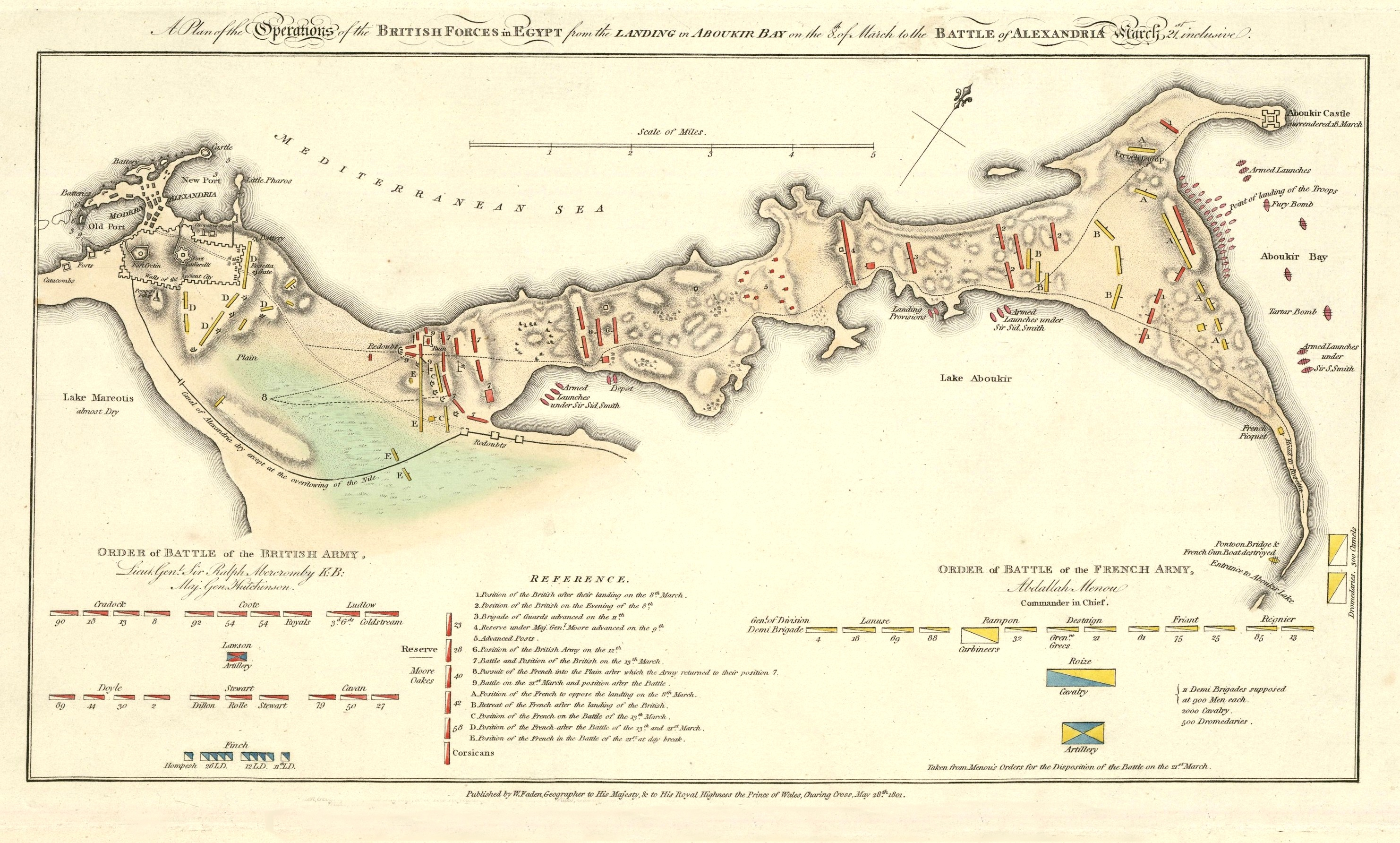
Mapa do plano britânico para a Batalha de Alexandria.

A Batalha de Alexandria, também chamada Batalha de Canopo, foi travada em 21 de março de 1801 entre o exército revolucionário francês, sob o general Jacques-François Menou, e o corpo expedicionário britânico, sob Ralph Abercromby. Ela ocorreu perto das ruínas de Nicópolis, na estreita faixa de terra entre o mar e o lago Abuquir, ao longo do qual as tropas britânicas avançaram em direção a Alexandria. 

## Prelúdio
A posição britânica na noite de 20 de março se estendia pelo istmo, a ala direita repousando sobre as ruínas de Nicópolis e o mar, a esquerda no Lago de Abukir e no Canal de Alexandria. A linha encarava o sudoeste, em direção à cidade; a divisão de reserva sob o comando do major-general John Moore encontrava-se à direita, a brigada de Foot Guards no centro, e três outras brigadas à esquerda. Na segunda linha havia duas brigadas de infantaria e a cavalaria desmontada. 

## Batalha

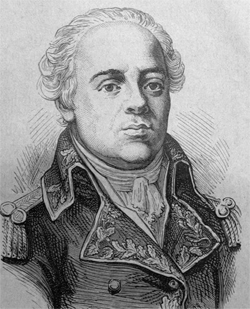
Jacques-François Menou, comandante das tropas francesas.

Em 21 de março as tropas foram armadas às 3h e às 3h30min os franceses atacaram e avançaram sobre os postos avançados. O exército francês agora avançava com grande rapidez, na formação habitual de colunas. O peso do ataque recaiu sobre o comando de Moore e, em particular, o 28º Regimento Desmontado de North Gloucestershire. Os britânicos repeliram o primeiro choque, mas uma coluna francesa penetrou no escuro, entre a asa dianteira e traseira da 42ª Guarda Negra. Uma luta confusa se seguiu nas ruínas, e as tropas francesas foram mortas ou capturadas pela 42ª Guarda Negra. Outros regimentos ajudaram na derrubada da coluna francesa, os 23º, 40º e 58º, juntamente com o Regimento de Menorca. 
Em um segundo ataque, a cavalaria francesa infligiu severas perdas na 42ª Guarda britânica. As fileiras dianteira e traseira do 28º Regimento foram atacadas simultaneamente. Ralph Abercromby estava envolvido em combate com dragões franceses, e recebeu uma ferida mortal, embora tenha permanecido em campo e no comando até o fim. O ataque ao centro foi repelido pelo fogo da Guarda, e a ala esquerda manteve sua posição com facilidade, mas a cavalaria francesa pela segunda vez chegou perto da reserva. 
Por volta das oito e meia o combate começou a diminuir, e os últimos tiros foram disparados às dez. Os detalhes da ação mostram que, embora não fosse muito melhor do que a francesa, a infantaria britânica tinha à sua disposição um poder de fogo inigualável. 
Da 42ª Guarda, atacada duas vezes pela cavalaria francesa,  apenas treze homens não foram feridos por sabre. Parte das perdas francesas foram causadas por navios canhoneiros, que estavam próximos à costa e atacaram o flanco esquerdo das colunas francesas, e por um pesado canhão naval, que foi colocado perto da posição de 28 de março. 

## Resultado
As forças envolvidas neste dia eram de aproximadamente catorze mil britânicos a cerca de nove mil franceses. As perdas britânicas foram de 1 468 mortos, feridos e desaparecidos, incluindo Abercromby (que morreu em 28 de março), Moore e três outros generais feridos. Os franceses, por outro lado, tinham 1 160 mortos e três mil feridos. 
Os britânicos avançaram sobre Alexandria e a cercaram. A guarnição francesa rendeu-se em 2 de setembro de 1801. 